# کرکیدان (شهرستان آراوان)
کرکیدان (به لاتین: Kerkidan) یک منطقهٔ مسکونی در قرقیزستان است که در شهرستان آراوان واقع شده‌است. کرکیدان ۱٬۴۸۲ نفر جمعیت دارد و ۶۵۰ متر بالاتر از سطح دریا واقع شده‌است.